# Trickleheart Music
Trickleheart Music, tidigare Heartbeat Music och Heartwork, är ett svenskt skivbolag och musikförlag. Verksamheten rymmer även konsertproduktion.
Bolaget startades 1993 av artisten och låtskrivaren Rolf Carlsson. Det nuvarande namnet antogs 2006. Trickleheart Music är en del av Trickleheart & Vivenda Media som också är ett bokförlag och producerar trycksaker.
Artister som är knutna till bolaget inkluderar Rolf Carlsson, Benny Granberg, Marcos Ciscar, Rolf Mårth, Linda Schönnberg, Lennart Gybrant och Ulrika Ölund. Trickleheart Music har och har haft artistsamarbeten med andra skivbolag, exempelvis Universal Music, Monarch Music Group och Riverside Records. Bolagets produktioner distribueras genom Border Music.